# Acer spicatum
Acer spicatum (el arce de montaña) es una especie de arce nativo del nordeste de América del Norte desde la región de Saskatchewan de Terranova, hasta el sur de Pensilvania. También crece más al sur, en las altas montañas Apalaches, al norte de Georgia (Estados Unidos).

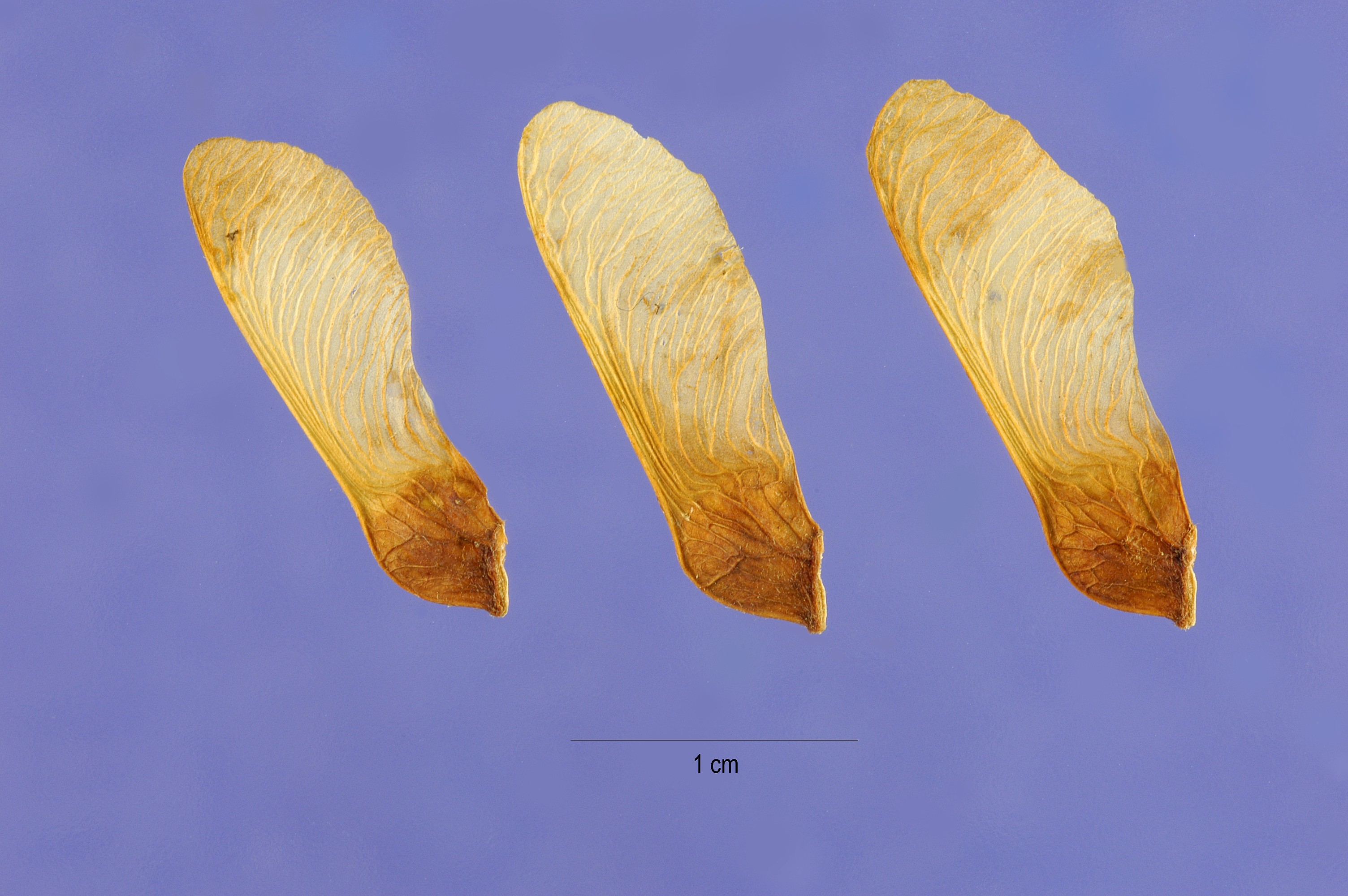
Semillas.

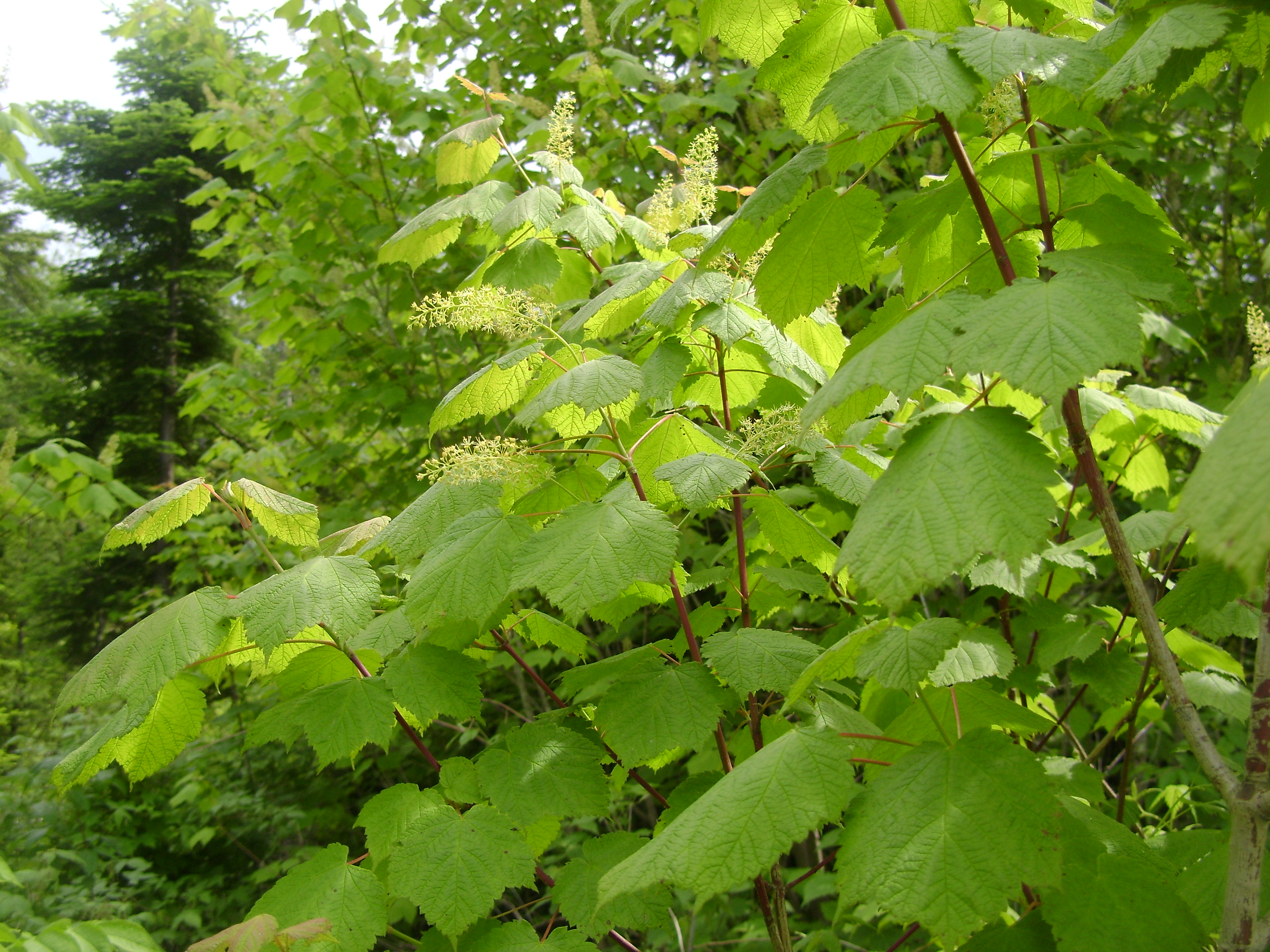
Vista de la planta

## Descripción
Se trata de un arbusto caducifolio o pequeño árbol de hasta 3.8 m de altura, formando una corona de propagación con un tronco corto y ramas delgadas. Las hojas son opuestas y simples, de entre 6 y 10 cm de largo y de ancho, con 3 o 5 lóbulos poco profundos y anchos. Son gruesos e irregularmente dentados con una suave superficie de bello verde, y su parte inferior peluda. Las hojas se vuelven amarillas brillante a rojo en otoño, sostenidas por tallos delgados por lo general más largo que la hoja. La corteza es delgada, gris-marrón, y suave al principio, pero cada vez más escamosas. El fruto es un par de Sámaras rojizas, de 2-3 cm de largo, con vencimiento a finales de verano o comienzos de otoño.

## Hábitat
Este árbol habita en el bosque húmedo, con suelos ricos y bien drenados en las laderas rocosas y a lo largo de los arroyos. También crece en barrancos, acantilados, bosques y pantanos. Durante la sucesión ecológica, esta especie coloniza el sotobosque formado por las especies pionera ya muertas.

## Usos
Su Savia es una fuente de azúcar y se puede hervir para hacer jarabe de arce. La corteza contiene taninos, que se utilizan en el curtido del cuero. Los pueblos indígenas producían infusiones con ramitas jóvenes para el tratamiento de la irritación de los ojos, además hacían cataplasmas con rodajas de raíz cocida. También se dice que se usa para aliviar el estrés en las mujeres.

## Taxonomía
Acer spicatum fue descrita por Jean-Baptiste Lamarck y publicado en Encyclopédie Méthodique, Botanique 2(1): 381. 1786.
Etimología
Acer: nombre genérico que procede del latín ǎcěr, -ĕris = (afilado), referido a las puntas características de las hojas o a la dureza de la madera que, supuestamente, se utilizaría para fabricar lanzas. Ya citado en, entre otros, Plinio el Viejo, 16, XXVI/XXVII, refiriéndose a unas cuantas especies de Arce.
spicatum: epíteto latíno que significa "en espigas".
Sinonimia
- Acer dedyle Maxim.
- Acer montanum W.T.Aiton
- Acer parviflorum Ehrh.
- Acer pumilum W.Bartram
- Acer spicatum f. roseocarpum A.E.Murray
- Acer spicatum f. rugosum Schwer.
- Acer striatum Du Roi[5]